# Zethus guerreroi
Zethus guerreroi är en stekelart som beskrevs av Edoardo Zavattari 1913.
Zethus guerreroi ingår i släktet Zethus och familjen Eumenidae.

## Underarter
Arten delas in i följande underarter:
- Zethus guerreroi arizonensis
- Zethus guerreroi mayorum